# Cikaso (Banjarsari)
Cikaso is een bestuurslaag in het regentschap Ciamis van de provincie West-Java, Indonesië. Cikaso telt 3615 inwoners (volkstelling 2010).